# Charlotte Bonnet
Charlotte Bonnet (* 14. Februar 1995 in Enghien-les-Bains) ist eine französische Schwimmerin und Olympiateilnehmerin (2012, 2016, 2020 und 2024).

## Werdegang
Bonnet ist vielfache französische Meisterin und hielt 2018 vier nationale Rekorde. Sie ist seit 2023 mit dem Schweizer Schwimmer Jérémy Desplanches verheiratet.

### 2012 bis 2019
Bei den Olympischen Spielen 2012 in London gewann Charlotte Bonnet mit der 4-mal-200-Meter-Freistilstaffel die Bronzemedaille. Im November des gleichen Jahres holte sie sich bei den Kurzbahneuropameisterschaften in Chartres je eine Gold, Silber- und Bronzemedaille.
2013 wurde Bonnet mit der 4-mal-200-Meter-Freistilstaffel Dritte bei den Weltmeisterschaften in Barcelona. Ende des Jahres erreichte sie bei den Kurzbahneuropameisterschaften in Herning den zweiten Platz über 200 Meter Freistil hinter der Italienerin Federica Pellegrini.
2015 bei den Weltmeisterschaften in Kasan belegte Bonnet sowohl mit der 4-mal-100-Meter-Freistilstaffel als auch mit der 4-mal-200-Meter-Freistilstaffel den achten Platz.
2016 fanden im Mai die Europameisterschaften in London statt. Mit der 4-mal-100-Meter-Freistilstaffel und über 100 Meter Freistil belegte Bonnet den vierten Platz. Über 200 Meter Freistil wurde sie Dritte hinter Federica Pellegrini und der Niederländerin Femke Heemskerk. Ebenfalls Bronze gewann sie mit der 4-mal-100-Meter-Mixed-Freistilstaffel. Bei den Olympischen Spielen in Rio de Janeiro erreichte Bonnet zwei Endläufe. Die 4-mal-100-Meter-Freistilstaffel belegte den siebten Platz. Über 200 Meter Freistil wurde sie Achte.
2017 wurde Bonnet über 200 Meter Freistil Achte der Weltmeisterschaften in Budapest. Bei den Kurzbahneuropameisterschaften in Kopenhagen holte sie sich im Dezember 2017 Gold über die 200 Meter Freistil und Bronze mit beiden Lagenstaffeln.
Im Mai 2018 stellte sie bei den französischen Meisterschaften mit 52,74 Sekunden einen nationalen Rekord auf über die 100 Meter Freistil.

Bei den Europameisterschaften in Glasgow erkämpfte sie die Goldmedaille über die 200 Meter Freistil. Sie siegte in Glasgow außerdem mit der 4-mal-100-Meter-Freistilstaffel und wurde Dritte über 100 Meter Freistil. Auch mit der 4-mal-100-Meter-Mixed-Freistilstaffel gewann sie den Titel.
Bei den Weltmeisterschaften 2019 in Gwangju wurde Bonnet Siebte über 200 Meter Freistil. In der 4-mal-100-Meter-Mixed-Freistilstaffel wurden Clément Mignon, Maxime Grousset, Charlotte Bonnet und Béryl Gastaldello Vorlaufvierte. Im Finale siegte das Quartett aus den Vereinigten Staaten vor der australischen Staffel. Dahinter erschwammen Clément Mignon, Mehdy Metella, Charlotte Bonnet und Marie Wattel die Bronzemedaille. Alle sechs Beteiligten erhielten eine Bronzemedaille.

### 2021 bis 2024
Wegen der COVID-19-Pandemie wurden die meisten der für 2020 geplanten Meisterschaften auf das Jahr 2021 verschoben. Im Mai 2021 fanden die Europameisterschaften in Budapest statt. Bonnet erschwamm die Bronzemedaille mit der 4-mal-100-Meter-Freistilstaffel und wurde Vierte über 200 Meter Freistil sowie mit der 4-mal-200-Meter-Freistilstaffel. Bei den ebenfalls erst 2021 ausgetragenen Olympischen Spielen in Tokio erreichte Bonnet nur mit der 4-mal-200-Meter-Freistilstaffel das Finale und belegte den achten Platz. Ende 2021 nahm Bonnet an den Kurzbahnweltmeisterschaften in Abu Dhabi teil. Sie wurde Sechste über 200 Meter Freistil und Siebte mit der 4-mal-50-Meter-Freistilstaffel.
Im Juni 2022 wurde Bonnet bei den Weltmeisterschaften in Budapest Sechste über 200 Meter Freistil und Achte mit der 4-mal-100-Meter-Freistilstaffel. Anderthalb Monate später bei den Europameisterschaften in Rom gewann Bonnet die Silbermedaille über 100 Meter Freistil hinter der Niederländerin Marrit Steenbergen, wobei Bonnet nur eine Hundertstelsekunde vor der Britin Freya Anderson anschlug. Über 200 Meter Freistil wurde Bonnet nur Siebte. Mit der 4-mal-100-Meter-Lagenstaffel erschwamm Bonnet die Silbermedaille, sie trat hier auf der Bruststrecke an. Mit der 4-mal-100-Meter-Mixed-Freistilstaffel gewann Bonnet die Goldmedaille, die 4-mal-200-Meter-Mixed-Freistilstaffel wurde Zweite. Ende 2022 nahm Bonnet an den Kurzbahnweltmeisterschaften in Melbourne teil. Sie wurde Siebte über 200 Meter Lagen und belegte mit beiden Lagenstaffeln den sechsten Rang.
2023 belegte Bonnet mit der 4-mal-100-Meter-Lagenstaffel den achten Platz bei den Weltmeisterschaften in Fukuoka. Ende 2023 bei den Kurzbahneuropameisterschaften in Otopeni siegte Bonnet über 100 Meter Lagen und wurde über 200 Meter Lagen Zweite hinter der Britin Abbie Wood. Zwei weitere Medaillen gewann Bonnet mit den beiden Mixed-Staffeln.
Im Februar 2024 wurde Bonnet Siebte über 200 Meter Freistil bei den Weltmeisterschaften in Doha. Fünf Monate später wurde Bonnet bei den Olympischen Spielen in Paris Sechste mit der 4-mal-100-Meter-Freistilstaffel und mit der 4-mal-100-Meter-Lagenstaffel.

## Auszeichnungen
- 2012 – 4. Rang Piotr-Nurowski-Preis[29][30]
- 2012 – Ordre national du Mérite[2]